# Neolamprologus similis
Neolamprologus similis Büscher, 1992 è un piccolo pesce d'acqua dolce, appartenente alla famiglia dei Cichlidae.

## Distribuzione e habitat
È una specie endemica dei laghi Etiopici e nativa del lago Tanganica. Abita i fondali sabbiosi poco profondi con migliaia di gusci di gasteropodi morti, depositati a strati sul fondo, tipici della zona, con acque comprese tra i 23 e i 28 °C.

## Descrizione
Il corpo di questo ciclide è allungato, compresso ai fianchi, con testa corta e occhi grandi, labbra carnose. 

Le pinne sono basse e allungate, tondeggianti, ad eccezione delle ventrali appuntite. La coda è a delta. 

La livrea è rosata, tendente al bruno, con una lunga serie di minute fasce verticali più chiare. La parte anteriore del corpo ha riflessi metallici. Le pinne sono chiare striate e orlate di bianco.
Sono tra i più piccoli rappresentanti della famiglia Cichlidae: il maschio raggiunge una lunghezza massima di 4,3 cm, la femmina si ferma a 2,5-3 cm. 

Si differenziano dagli affini Neolamprologus multifasciatus per la livrea leggermente più chiara - che vede inoltre linee maggiormente definite ai loro estremi - e per la colorazione delle pinne.

## Etologia
Ogni esemplare adulto prende possesso di un guscio di gasteropode (Neothauma tanganiycense, endemica del Lago Tanganica) e lo usa come rifugio. Sono pesci territoriali, ma il loro territorio è di dimensioni molto contenute: ciò non toglie che siano strenui difensori dello stesso e si dimostrino aggressivi con chi ne ignora la proprietà. Formano piccole colonie con una ventina di membri.

## Riproduzione
La coppia sceglierà un nido (solitamente il guscio di lumaca della femmina) e la deposizione avviene con la femmina all'interno del guscio che depone le uova sulle pareti interne della conchiglia. Il maschio, più grande, feconda le uova avvicinandosi all'imboccatura della conchiglia. Gli avannotti nascono alcuni giorni dopo e rimangono all'interno della conchiglia per alcuni giorni. Poco alla volta prendono sempre più confidenza con l'esterno e nuoteranno intorno alla conchiglia, per rientrare istantaneamente alla prima parvenza di pericolo. I genitori effettuano delle interessanti cure parentali. Le deposizioni avvengono poco meno di una volta al mese.

## Alimentazione
Questa specie si nutre di piccoli invertebrati facenti parte del plancton lacustre.

## Acquariofilia
Neolamprologus similis è una specie non molto diffusa nei negozi di acquariofilia, ma è particolarmente apprezzata dagli appassionati di ciclidi conchigliofili per il loro affascinante comportamento e le dimensioni minute, con possibilità di allevamento anche in acquari non molto grandi.